# Театр для детей и молодёжи (Череповец)
Театр для детей и молодёжи — муниципальное автономное учреждение культуры в городе Череповце. Создан в 2020 году слиянием двух театров города — Детского музыкального и «ЗнакЪ». Художественный руководитель — Ирина Филимонова.

## О театре
Театр не имеет своего здания и работает на четырёх сценических площадках: большой зал Дворца культуры химиков, малый зал Дворца культуры «Строитель» имени Д. Н. Мамлеева, зал в Библиотеке № 1 (улица Годовикова, 10), а также открытый осенью 2021 года малый зал театра «Площадка № 50» в здании Дворца культуры «Строитель» имени Д. Н. Мамлеева. Работает с программой «Пушкинская карта».

## История
В 1985 в Череповце создан театр «ЗнакЪ», основой которого стала театральная студия, образованная в 1983 при Череповецком музыкальном училище. В 2002 при театре «ЗнакЪ» создана школа-студия.
21 апреля 2020 Детский музыкальный театр при Дворце культуры «Строитель», созданный в 1991, переименован в Театр для детей и молодёжи, после слияния с театром «ЗнакЪ» при Дворце культуры химиков. В 2021 получил статус автономного учреждения.
В 2022 разработаны эскиз и концепция здания для театра; строительство планируется в Зашекснинском районе города.

## Спектакли
| - 1997 — «Царевна-Лягушка», режиссёр Ирина Филимонова - 1999 — «Приключения Буратино», режиссёр Ирина Филимонова - 2000 — «Лямур-Тужур», режиссёр Ирина Филимонова - 2004 — «Всякие фокусы» по водевилям А. П. Чехова «Медведь», «Юбилей», режиссёр Ирина Филимонова - 2006 — «Горько? Горько! Горько…» по водевилям А. П. Чехова «Предложение», «Свадьба», режиссёр Ирина Филимонова - 2007 — «Лесной переполох», режиссёры Елена Баталина, Ирина Филимонова - 2008 — «При чужих свечах», режиссёр Ирина Филимонова - 2009 — «Морозко», режиссёр Ирина Филимонова - 2010 — «Емелино счастье», режиссёр Ирина Филимонова - 2011 — «Цветочек аленький», режиссёр Ирина Филимонова - 2014 — «За двумя зайцами», режиссёр Ирина Филимонова - 2015 — «Мой Шекспир», режиссёр Татьяна Шестерикова (спектакль школы-студии «ЗнакЪ») - 2017 — «Метод исключения», режиссёр Александр Семечков - 2017 — «Собачий Блюз», режиссёр Наталья Чёрная - 2017 — «Я дышу», режиссёр Татьяна Шестерикова (спектакль школы-студии «ЗнакЪ») - 2018 — «Веселый Роджер», режиссёр Татьяна Шестерикова (спектакль школы-студии «ЗнакЪ») - 2019 — «Летучий корабль», режиссёр Наталья Чёрная - 2020 — «Подарок для зайки», режиссёр Наталья Чёрная - 2021 — «На абордаж», режиссёр Наталья Чёрная - 2021 — «Невероятные приключения Элли», режиссёр Ирина Филимонова - 2021 — «Элли в стране Гудвина», режиссёр Ирина Филимонова - 2021 — «Домой…», режиссёр Татьяна Шестерикова (спектакль школы-студии «ЗнакЪ») - 2021 — «У ковчега в восемь», режиссёр Мария Красовская - 2022 — «Дуры мы, дуры!», режиссёр Михаил Комарицких - 2022 — «Айболит и Новый год», режиссёр Наталья Чёрная - 2022 — «Сказки Пушкина», режиссёры Михаил Комарицких, Наталья Чёрная | - 2022 — «Ночь перед Рождеством», режиссёр Ирина Филимонова - 2022 — «В уездном городе Че», режиссёр Александр Семечков - 2022 — «Вдох-выдох», режиссёр Александр Семечков - 2023 — «Ради жизни», режиссёр Татьяна Шестерикова - 2023 — «Свои люди - сочтемся», режиссёр Наталья Чёрная - 2023 — «Вождь краснокожих», режиссёр Татьяна Шестерикова - 2023 — «Сказка о царе Салтане», режиссёр Александра Протасова - 2023 — «Рукавичка», режиссёр Наталья Чёрная - 2023 — «Жихарка», режиссёр Наталья Чёрная - 2023 — «Проказница-снежинка», режиссёр Наталья Чёрная - 2024 — «Дом, где всё кувырком», режиссёр Ирина Филимонова - 2024 — «Василиса Премудрая», режиссёр Ирина Филимонова - 2024 — «Пеппи Длинныйчулок», режиссёр Татьяна Шестерикова - 2024 — «Молодильные яблоки», режиссёр Татьяна Шестерикова - 2024 — «Обыкновенное чудо», режиссёр Сергей Закутин - 2024 — «Вадик поёт свою музыку», режиссёр Наталия Лукинова - 2024 — «Отважные спасатели», режиссёр Наталья Чёрная - 2024 — «Заюшкина избушка», режиссёр Наталья Чёрная - 2025 — «До самого неба», режиссёр Сергей Закутин - 2025 — «Но я жив», режиссёр Татьяна Шестерикова (спектакль Школы-студии «ЗнакЪ» |